# Ooievaarbrug
De Ooievaarbrug (brug 1209) is een bouwkundig en artistiek kunstwerk in Amsterdam-Zuidoost.

## Bouwkundig kunstwerk
Dit viaduct werd rond 1971 aangelegd in de Daalwijkdreef, een verkeersweg die van oost naar west door Amsterdam-Zuidoost sneed. Vanwege de strikte scheiding tussen snel en langzaam verkeer op verschillende niveaus lag de dreef op een dijklichaam en het onderliggende voet- en fietspadenstelsel op maaiveldniveau. Dat had tot gevolg dat iedere gelijkvloerse kruising tussen de twee verkeersstromen werd vermeden en “vervangen” werd door een kruising met viaduct. In de lange Daalwijkdreef werd een flink aantal viaducten geplaatst, maar bij de inkorting van de dreef ten gunste van de bebouwing van Venserpolder verdween er ook een aantal. In 2022 ligt er nog een serie bruggen op brugnummer op rij in de dreef:
- Frissensteinbrug (brug 1207)
- Dennenrodebrug (brug 1208)
- Ooievaarbrug (brug 1209)
- Roerdompbrug (brug 1210)
- Eerstegelukbrug (brug 1211)
- Kokmeeuwbrug (brug 1212).

De Echtensteinbrug (brug 1213) ligt ook in de Daalwijkdreef maar tussen Ooievaarbrug en Roerdompbrug. Al deze bruggen overleefden de kaalslag binnen de hoge bebouwing van de D-Buurt en E-Buurt ten gunste van laagbouw.
Bij de bouw van de wegen was er een grote mate van standaardwerk. Zo kon de Dienst der Publieke Werken volstaan met één ontwerp. Vanwege de snelheid van bouw zijn er elders in de wijk Zuidoost meerdere van dit type viaducten gebouwd. Ontwerper daarbij was Dirk Sterenberg. Een van de opvallendste details aan de brug is het elektriciteitskastje onder het viaduct. Dit kastje staat bijna bij elk viaduct van dit type en is daarbij ingepast in de bekleding van het talud met betontegels. 

### Naamgeving
De naamgeving van de brug is curieus. In 2018 vernoemde de gemeente Amsterdam talloze bruggen in Amsterdam-Zuidoost. Daarbij werd gekozen de viaducten te vernoemen naar de onderliggende voet- en fietspaden. Amsterdam kent echter geen Ooievaarpad, dit pad ligt namelijk in de gemeente Diemen, haar grondgebied begint direct ten noorden van het viaduct. Amsterdam kent wel een Ooievaarsweg, maar die ligt in de Vogelbuurt in Amsterdam-Noord (Meeuwenlaan).

## Artistiek kunstwerk
Tussen 2011 en 2021 zijn de taluds van brug 1209 voorzien van een “muurschildering” van Mick La Rock. Het bestaat uit een samenspel van geometrische figuren en vloeiende lijnen. Meerdere viaducten werden vanwege het gevoel van onveiligheid die ze opriepen voorzien van muurschilderingen. Wanneer dit viaduct exact is beschilderd is (nog) niet bekend. De signatuur van Mick La Rock is geplaatst op een keerwand. 

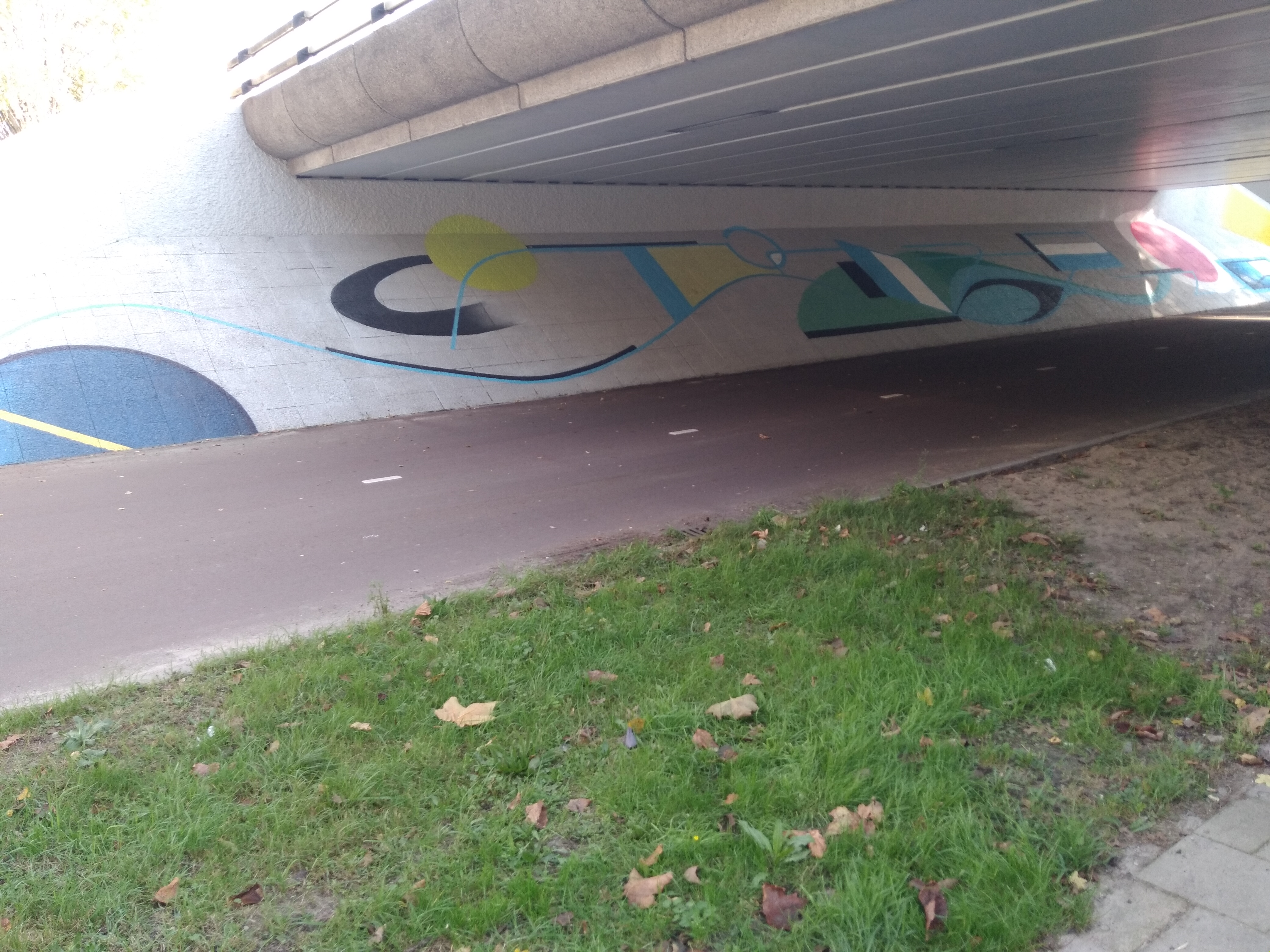
Werk 1 van Mick La Rock (oktober 2021)

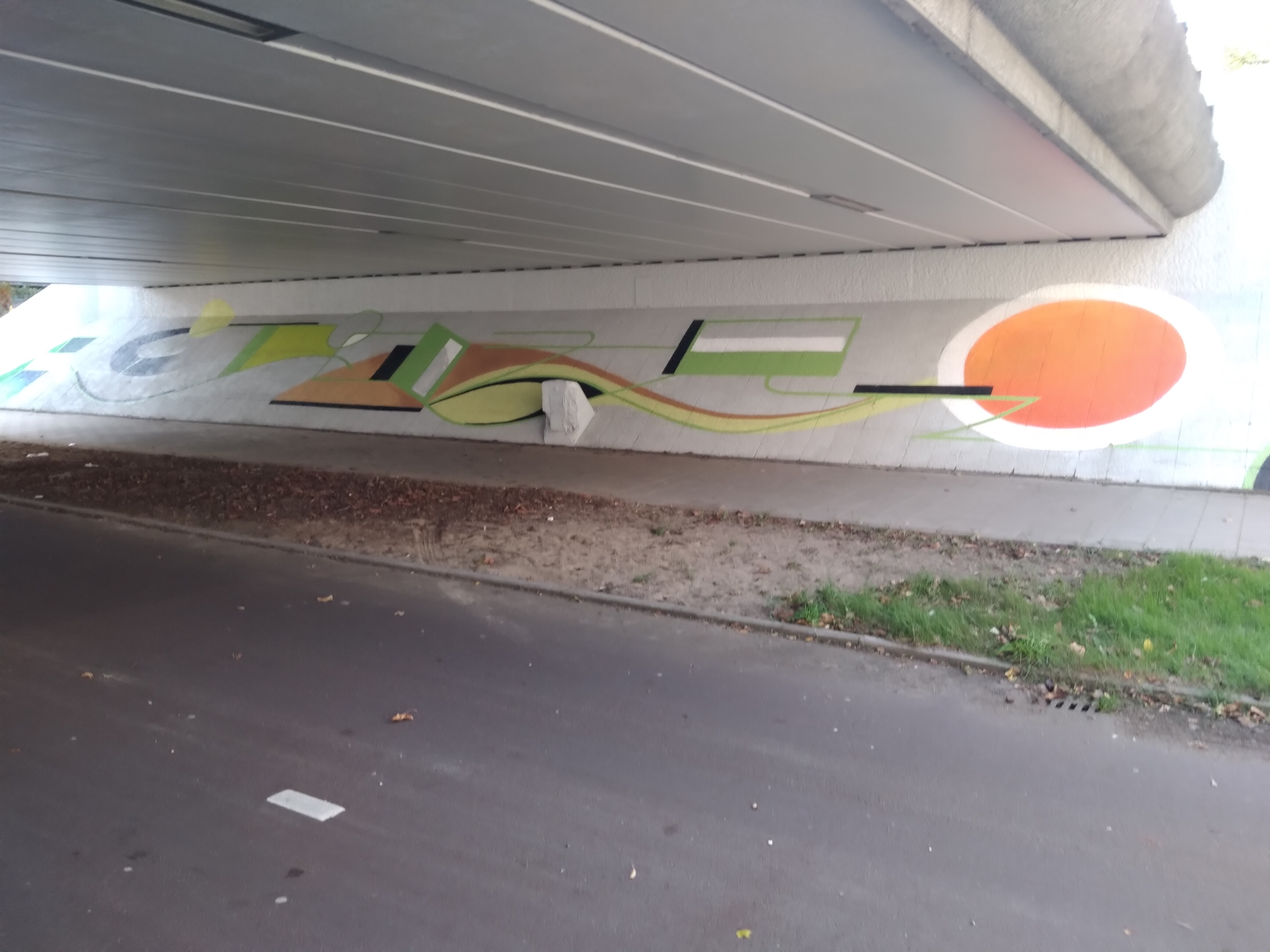
Werk 2 van Mick La Rock (oktober 2021)

<<< · 1201 · 1207 · 1208 · 1209 · 1210 · 1211 · 1212 · 1213 · 1216 · 1217 · 1218 · 1219 · 1220 · 1221 · 1223 · 1224 · 1230 · 1231 · 1246 · 1259 · 1260 · 1261 · 1263 · 1264 · 1265 · 1266 · 1267 · 1268 · 1269 · 1270 · >>>
Brugnummers 1200, brug 1202 (Ouder-Amstel), 1203-1206, 1214, 1215, 1222, 1225-1229, 1232-1245, 1247-1258, 1262 en 1271-1299 zijn niet (meer) in gebruik.